# Mabrouk Rouaï
Maboruk Haiça Rouaï (Marsiglia, 1º novembre 2000) è un calciatore francese, centrocampista del Valenciennes.

## Caratteristiche tecniche
È un centrocampista difensivo.

## Carriera
Cresciuto nell'Air Bel, nel 2018 approda in Portogallo fra le file del Nacional; debutta fra i professionisti il 1º dicembre 2019 in occasione del match di Segunda Liga vinto 1-0 contro il Casa Pia. Al termine della stagione viene promosso con il club in Primeira Liga.

## Statistiche
Statistiche aggiornate al 17 aprile 2021.

### Presenze e reti nei club
| Stagione        | Squadra         | Campionato      | Campionato | Campionato | Coppe nazionali | Coppe nazionali | Coppe nazionali | Coppe continentali | Coppe continentali | Coppe continentali | Altre coppe | Altre coppe | Altre coppe | Totale | Totale | Totale |
| Stagione        | Squadra         | Comp            | Pres       | Reti       | Comp            | Pres            | Reti            | Comp               | Pres               | Reti               | Comp        | Pres        | Reti        | Pres   | Reti   |        |
| --------------- | --------------- | --------------- | ---------- | ---------- | --------------- | --------------- | --------------- | ------------------ | ------------------ | ------------------ | ----------- | ----------- | ----------- | ------ | ------ | ------ |
| 2019-2020       | Nacional        | LdH             | 2          | 0          | CP+CdL          | 0               | 0               |                    | -                  | -                  |             | -           | -           | 2      | 0      |        |
| 2020-2021       | Nacional        | PL              | 4          | 0          | CP+CdL          | 0               | 0               |                    | -                  | -                  |             | -           | -           | 4      | 0      |        |
| Totale carriera | Totale carriera | Totale carriera | 6          | 0          |                 | 0               | 0               |                    | -                  | -                  |             | -           | -           | 6      | 0      |        |

## Palmarès

### Club

#### Competizioni nazionali
- Segunda Liga: 1

Nacional: 2019-2020